# Rosine Vieyra Soglo
Rosine Vieyra Soglo (sinh ngày 7 tháng 3 năm 1936) là một chính trị gia người Benin. Bà là thành viên của Quốc hội Bénin và cũng từng là thành viên của Quốc hội Liên minh châu Phi. Soglo kết hôn với Nicéphore Soglo, người từng là Tổng thống Bénin từ năm 1991 đến năm 1996.

## Những năm đầu và giáo dục
Soglo sinh ngày 7 tháng 3 năm 1936 tại Ouidah trong một gia đình người Brazil gốc Brazil. Năm 1946, bà chuyển đến Pháp để theo học. Sau khi tốt nghiệp, Soglo đã trở thành luật sự và trở thành nhân viên bảo lãnh từ năm 1965 đến năm 1968.

## Chính trị
Năm 1992, Soglo đã thành lập Đảng Tái sinh Bénin. Năm sau, đảng chính trị La Renouveau đã ban hành một tuyên bố có chữ ký của Soglo với giới truyền thông khuyến khích những người ủng hộ chồng bà, Nicéphore Soglo, tham gia Đảng Tái sinh của Benin.
Năm 2007, Soglo gia nhập Liên minh vì một Dân chủ năng động (ADD) với Antoine Idji Kolawolé và Bruno Amoussou. ADD đã ra tranh cử cuộc bầu cử quốc hội tháng 3 năm 2007 và có được 20 ghế.
Dẫn đến cuộc bầu cử quốc hội tháng 4 năm 2011, Soglo là người đứng đầu của ADD. Tuy nhiên, trong cuộc bầu cử năm 2011, bà đã tham gia Liên minh tạo nên Quốc gia và hứa sẽ cải thiện chất lượng của chính phủ và môi trường sống của Benin.
Trong cuộc bầu cử quốc hội tháng 4 năm 2015, Soglo đã được bầu lại vào Quốc hội với tư cách là ứng cử viên thời Phục hưng của Benin trong khu vực bầu cử thứ 16. Là thành viên lớn tuổi nhất của Quốc hội (doyenne d'âge), bà đã chủ trì các thủ tục tố tụng ban đầu của Quốc hội khi bắt đầu họp vào ngày 19 tháng 5 năm 2015, trước cuộc bầu cử Chủ tịch Quốc hội.